# Városlőd
Városlőd è un comune dell'Ungheria di 1.464 abitanti (dati 2001). È situato nella contea di Veszprém.